# Quando/Sempre la stessa storia
Quando/Sempre la stessa storia è un 45 giri di Luigi Tenco, pubblicato nel 1960 dall'etichetta discografica Ricordi.

## Descrizione
Tenco nel disco uso lo pseudonimo Dick Ventuno, gli arrangiatori e direttori d'orchestra sono Gian Piero Reverberi e  Attilio Donadio. Alla realizzazione del disco aveva partecipato come session man anche Paolo Tomelleri.
Quando è la prima versione e incisione, l'autore riproporrà il brano nel 1962 in una nuova versione.

## Tracce
Lato A
1. Quando (Luigi Tenco)

Lato B
1. Sempre la stessa storia (Giorgio Calabrese e Carlo Donida)